# 西苏镇
西苏镇是中华人民共和国河北省邯郸市永年区下辖的一个行政建制镇。2017年时，称西苏乡。

## 行政区划
西苏镇下辖以下地区：
西苏村、东苏村、三塔村、后六星村、马固村、方头固村、尚村、孟尚村、双陵村、油村、东洞头村、西洞头村、北李固村、苏固村、赵固村、北碾头村、南碾头村、周村、前六星村、孔村和北贾葛村。